# Coupe du monde féminine de basket-ball des moins de 19 ans 2009
Navigation
Slovaquie 2007 Chili 2011
La coupe du monde féminine de basket-ball des 19 ans et moins 2009 se déroule à Bangkok en Thaïlande du 23 juillet au 2 août 2009. Il s'agit de la huitième édition de la compétition, instaurée en 1985.

## Équipes participantes

### Qualifications
16 équipes, issues des championnats continentaux U18 de l'année passée, sont qualifiées pour le mondial U19.
| Mode de qualification              | Places | Nations qualifiées                                |
| ---------------------------------- | ------ | ------------------------------------------------- |
| Hôtes du championnat du monde 2009 | 1      | Thaïlande                                         |
| Championnat d'Europe U18 2008      | 5      | Lituanie Russie République tchèque France Espagne |
| Championnat des Amériques U18 2008 | 4      | États-Unis Canada Brésil Argentine                |
| FIBA Asia                          | 3      | Chine Japon Corée du Sud                          |
| FIBA Africa                        | 2      | Mali Tunisie                                      |
| Championnat d'Océanie U18 2008     | 1      | Australie                                         |

## Rencontres

### Premier tour
Dans ce 1er tour, les 16 équipes sont réparties dans quatre groupes de quatre. Les trois premiers de chaque groupe accèdent au 2e tour. Le dernier de chaque groupe est reversé dans le groupe de classement.

#### Groupe A
| Rang | Équipe       | Pts | J | G | P | Pp  | Pc  | Diff |  | Résultats (dom.\ext.) |   |       |       |       |
| ---- | ------------ | --- | - | - | - | --- | --- | ---- |  | --------------------- | - | ----- | ----- | ----- |
| 1    | Australie    | 6   | 3 | 3 | 0 | 240 | 149 | 91   |  | Australie             |   | 75-51 | 66-57 | 99-41 |
| 2    | Argentine    | 5   | 3 | 2 | 1 | 184 | 196 | -12  |  | Argentine             | - |       | 60-58 | 73-63 |
| 3    | France       | 4   | 3 | 1 | 2 | 204 | 173 | 31   |  | France                | - | -     |       | 89-47 |
| 4    | Corée du Sud | 3   | 3 | 0 | 3 | 151 | 261 | -110 |  | Corée du Sud          | - | -     | -     |       |

- Qualifié pour le 2e tour
- Reversé dans le groupe G

#### Groupe B
| Rang | Équipe             | Pts | J | G | P | Pp  | Pc  | Diff |  | Résultats (dom.\ext.) |   |       |       |        |
| ---- | ------------------ | --- | - | - | - | --- | --- | ---- |  | --------------------- | - | ----- | ----- | ------ |
| 1    | Brésil             | 5   | 3 | 2 | 1 | 255 | 190 | 65   |  | Brésil                |   | 86-76 | 65-69 | 104-45 |
| 2    | République tchèque | 5   | 3 | 2 | 1 | 257 | 203 | 54   |  | République tchèque    | - |       | 84-72 | 97-45  |
| 3    | Lituanie           | 5   | 3 | 2 | 1 | 230 | 183 | 47   |  | Lituanie              | - | -     |       | 89-34  |
| 4    | Thaïlande          | 3   | 3 | 0 | 3 | 124 | 290 | -166 |  | Thaïlande             | - | -     | -     |        |

- Qualifié pour le 2e tour
- Reversé dans le groupe G

#### Groupe C
| Rang | Équipe  | Pts | J | G | P | Pp  | Pc  | Diff |  | Résultats (dom.\ext.) |   |       |       |       |
| ---- | ------- | --- | - | - | - | --- | --- | ---- |  | --------------------- | - | ----- | ----- | ----- |
| 1    | Russie  | 6   | 3 | 3 | 0 | 230 | 151 | 79   |  | Russie                |   | 54-46 | 83-64 | 93-41 |
| 2    | Canada  | 5   | 3 | 2 | 1 | 206 | 131 | 75   |  | Canada                | - |       | 73-51 | 87-26 |
| 3    | Japon   | 4   | 3 | 1 | 2 | 200 | 220 | -20  |  | Japon                 | - | -     |       | 85-64 |
| 4    | Tunisie | 3   | 3 | 0 | 3 | 131 | 265 | -134 |  | Tunisie               | - | -     | -     |       |

- Qualifié pour le 2e tour
- Reversé dans le groupe G

#### Groupe D
| Rang | Équipe     | Pts | J | G | P | Pp  | Pc  | Diff |  | Résultats (dom.\ext.) |   |       |       |        |
| ---- | ---------- | --- | - | - | - | --- | --- | ---- |  | --------------------- | - | ----- | ----- | ------ |
| 1    | Espagne    | 6   | 3 | 3 | 0 | 256 | 196 | 60   |  | Espagne               |   | 90-86 | 77-75 | 89-35  |
| 2    | États-Unis | 5   | 3 | 2 | 1 | 274 | 181 | 93   |  | États-Unis            | - |       | 88-53 | 100-38 |
| 3    | Chine      | 4   | 3 | 1 | 2 | 214 | 225 | -11  |  | Chine                 | - | -     |       | 86-60  |
| 4    | Mali       | 3   | 3 | 0 | 3 | 133 | 275 | -142 |  | Mali                  | - | -     | -     |        |

- Qualifié pour le 2e tour
- Reversé dans le groupe G

### Deuxième tour
Les 12 nations qualifiées du premier tour sont réparties en deux groupes de six : dans le groupe E les qualifiés des groupes A et B et dans le groupe F ceux des groupes C et D. Toutes les équipes jouent contre les qualifiés de la poule avec laquelle ils croisent, soit 3 matches. Le classement final de ces deux groupes prend en compte les rencontres du premier tour et du second tour. Les quatre premiers sont qualifiés pour les quarts de finale. Les cinquièmes et sixièmes disputent la 9e place dans un tournoi à 4.

#### Groupe E
| Rang | Équipe             | Pts | J | G | P | Pp  | Pc  | Diff |  | Résultats (dom.\ext.) |   |       |       |       |       |       |
| ---- | ------------------ | --- | - | - | - | --- | --- | ---- |  | --------------------- | - | ----- | ----- | ----- | ----- | ----- |
| 1    | Australie          | 12  | 6 | 6 | 0 | 473 | 318 | 155  |  | Australie             |   | 75-51 | 66-57 | 69-53 | 92-65 | 72-51 |
| 2    | Argentine          | 10  | 6 | 4 | 2 | 375 | 371 | 4    |  | Argentine             | - |       | 60-58 | 61-57 | 60-72 | 70-46 |
| 3    | France             | 9   | 6 | 3 | 3 | 378 | 333 | 45   |  | France                | - | -     |       | 42-54 | 73-58 | 59-48 |
| 4    | Lituanie           | 9   | 6 | 3 | 3 | 394 | 355 | 39   |  | Lituanie              | - | -     | -     |       | 72-84 | 69-65 |
| 5    | République tchèque | 9   | 6 | 3 | 3 | 452 | 428 | 24   |  | République tchèque    | - | -     | -     | -     |       | 76-86 |
| 6    | Brésil             | 8   | 6 | 0 | 6 | 400 | 391 | 9    |  | Brésil                | - | -     | -     | -     | -     |       |

- Qualifié pour la phase finale
- Reversé en matches de classement (9e-12e)

#### Groupe F
| Rang | Équipe     | Pts | J | G | P | Pp  | Pc  | Diff |  | Résultats (dom.\ext.) |   |       |       |       |        |       |
| ---- | ---------- | --- | - | - | - | --- | --- | ---- |  | --------------------- | - | ----- | ----- | ----- | ------ | ----- |
| 1    | Espagne    | 12  | 6 | 6 | 0 | 479 | 363 | 116  |  | Espagne               |   | 90-86 | 70-54 | 72-56 | 81-57  | 77-75 |
| 2    | États-Unis | 11  | 6 | 5 | 1 | 522 | 355 | 167  |  | États-Unis            | - |       | 75-56 | 64-50 | 109-68 | 88-53 |
| 3    | Russie     | 10  | 6 | 4 | 2 | 407 | 358 | 49   |  | Russie                | - | -     |       | 54-46 | 83-64  | 67-62 |
| 4    | Canada     | 9   | 6 | 3 | 3 | 387 | 334 | 53   |  | Canada                | - | -     | -     |       | 73-51  | 75-67 |
| 5    | Japon      | 8   | 6 | 2 | 4 | 403 | 480 | -77  |  | Japon                 | - | -     | -     | -     |        | 78-70 |
| 6    | Chine      | 7   | 6 | 1 | 5 | 413 | 445 | -32  |  | Chine                 | - | -     | -     | -     | -      |       |

- Qualifié pour la phase finale
- Reversé en matches de classement (9e-12e)

### Tournoi final
|  | Quarts de finale | Quarts de finale | Quarts de finale | Quarts de finale |            |            | Demi-finales | Demi-finales | Demi-finales                  | Demi-finales                  |                               |                               | Finale | Finale | Finale | Finale |
|  |                  |                  |                  |                  |            |            |              |              |                               |                               |                               |                               |        |        |        |        |
|  |                  |                  |                  |                  |            |            |              |              |                               |                               |                               |                               |        |        |        |        |
|  |                  |                  |                  |                  |            |            |              |              |                               |                               |                               |                               |        |        |        |        |
|  | E1               | Australie        | 49               | 49               |            |            |              |              |                               |                               |                               |                               |        |        |        |        |
|  | E1               | Australie        | 49               | 49               |            |            |              |              |                               |                               |                               |                               |        |        |        |        |
|  | F4               | Canada           | 50               | 50               |            |            |              |              |                               |                               |                               |                               |        |        |        |        |
|  | F4               | Canada           | 50               | 50               | Canada     | Canada     | 51           | 51           |                               |                               |                               |                               |        |        |        |        |
|  |                  |                  |                  |                  | Canada     | Canada     | 51           | 51           |                               |                               |                               |                               |        |        |        |        |
|  |                  |                  | États-Unis       | États-Unis       | 82         | 82         |              |              |                               |                               |                               |                               |        |        |        |        |
|  | F2               | États-Unis       | États-Unis       | États-Unis       | 82         | 82         | 88           | 88           |                               |                               |                               |                               |        |        |        |        |
|  | F2               | États-Unis       |                  |                  |            |            |              | 88           |                               |                               |                               |                               |        |        |        |        |
|  | E3               | France           | 75               | 75               |            |            |              |              |                               |                               |                               |                               |        |        |        |        |
|  | E3               | France           | 75               | 75               | États-Unis | États-Unis | 87           | 87           |                               |                               |                               |                               |        |        |        |        |
|  |                  |                  |                  |                  | États-Unis | États-Unis | 87           | 87           |                               |                               |                               |                               |        |        |        |        |
|  |                  |                  | Espagne          | Espagne          | 71         | 71         |              |              |                               |                               |                               |                               |        |        |        |        |
|  | E2               | Argentine        | Espagne          | Espagne          | 71         | 71         | 67           | 67           |                               |                               |                               |                               |        |        |        |        |
|  | E2               | Argentine        |                  |                  |            |            |              |              |                               |                               |                               |                               |        |        |        |        |
|  | F3               | Russie           | 65               | 65               |            |            |              |              |                               |                               |                               |                               |        |        |        |        |
|  | F3               | Russie           | 65               | 65               | Argentine  | Argentine  | 49           | 49           | Match pour la troisième place | Match pour la troisième place | Match pour la troisième place | Match pour la troisième place |        |        |        |        |
|  |                  |                  |                  |                  | Argentine  | Argentine  | 49           | 49           | Match pour la troisième place | Match pour la troisième place | Match pour la troisième place | Match pour la troisième place |        |        |        |        |
|  |                  |                  | Espagne          | Espagne          | 67         | 67         |              |              |                               |                               |                               |                               |        |        |        |        |
|  | F1               | Espagne          | Espagne          | Espagne          | 67         | 67         | 79           | 79           |                               |                               |                               |                               |        |        |        |        |
|  | F1               | Espagne          |                  |                  |            |            |              | 79           |                               |                               | Canada                        | Canada                        | 51     | 51     |        |        |
|  | E4               | Lituanie         | 47               | 47               |            |            |              |              |                               |                               | Canada                        | Canada                        | 51     | 51     |        |        |
|  | E4               | Lituanie         | 47               | 47               | Argentine  | Argentine  | 58           | 58           |                               |                               |                               |                               |        |        |        |        |
|  |                  |                  |                  |                  |            |            |              |              |                               |                               |                               |                               |        |        |        |        |

### Matches de classement

#### Matches pour la5eplace
|  | Tour de classement 5e - 8e | Tour de classement 5e - 8e | Tour de classement 5e - 8e | Tour de classement 5e - 8e |                        |           | Match pour la 5e place | Match pour la 5e place | Match pour la 5e place | Match pour la 5e place |
|  |                            |                            |                            |                            |                        |           |                        |                        |                        |                        |
|  |                            |                            |                            |                            |                        |           |                        |                        |                        |                        |
|  | E1                         | Australie                  | 71                         | 71                         |                        |           |                        |                        |                        |                        |
|  | E1                         | Australie                  | 71                         | 71                         |                        |           |                        |                        |                        |                        |
|  | E3                         | France                     | 53                         | 53                         |                        |           |                        |                        |                        |                        |
|  | E3                         | France                     | 53                         | 53                         | Australie              | Australie | 78                     | 78                     |                        |                        |
|  |                            |                            |                            |                            | Australie              | Australie | 78                     | 78                     |                        |                        |
|  |                            |                            | Chine                      | Chine                      | 38                     | 38        |                        |                        |                        |                        |
|  | F3                         | Russie                     | Chine                      | Chine                      | 38                     | 38        | 65                     | 65                     |                        |                        |
|  | F3                         | Russie                     |                            |                            |                        |           |                        | 65                     |                        |                        |
|  | E4                         | Lituanie                   | 62                         | 62                         |                        |           |                        |                        |                        |                        |
|  | E4                         | Lituanie                   | 62                         | 62                         | Match pour la 7e place |           |                        |                        |                        |                        |
|  |                            |                            |                            |                            |                        |           |                        |                        |                        |                        |
|  |                            |                            |                            |                            |                        |           |                        |                        |                        |                        |
|  | France                     | France                     | 65                         | 65                         |                        |           |                        |                        |                        |                        |
|  | France                     | France                     | 65                         | 65                         |                        |           |                        |                        |                        |                        |
|  | Lituanie                   | Lituanie                   | 56                         | 56                         |                        |           |                        |                        |                        |                        |
|  | Lituanie                   | Lituanie                   | 56                         | 56                         |                        |           |                        |                        |                        |                        |

#### Matches pour la9eplace
|  | Tour de classement 9e - 12e | Tour de classement 9e - 12e | Tour de classement 9e - 12e | Tour de classement 9e - 12e |                         |                    | Match pour la 9e place | Match pour la 9e place | Match pour la 9e place | Match pour la 9e place |
|  |                             |                             |                             |                             |                         |                    |                        |                        |                        |                        |
|  |                             |                             |                             |                             |                         |                    |                        |                        |                        |                        |
|  | E5                          | République tchèque          | 76                          | 76                          |                         |                    |                        |                        |                        |                        |
|  | E5                          | République tchèque          | 76                          | 76                          |                         |                    |                        |                        |                        |                        |
|  | F6                          | Chine                       | 70                          | 70                          |                         |                    |                        |                        |                        |                        |
|  | F6                          | Chine                       | 70                          | 70                          | République tchèque      | République tchèque | 70                     | 70                     |                        |                        |
|  |                             |                             |                             |                             | République tchèque      | République tchèque | 70                     | 70                     |                        |                        |
|  |                             |                             | Brésil                      | Brésil                      | 75                      | 75                 |                        |                        |                        |                        |
|  | F5                          | Japon                       | Brésil                      | Brésil                      | 75                      | 75                 | 56                     | 56                     |                        |                        |
|  | F5                          | Japon                       |                             |                             |                         |                    |                        | 56                     |                        |                        |
|  | E6                          | Brésil                      | 62                          | 62                          |                         |                    |                        |                        |                        |                        |
|  | E6                          | Brésil                      | 62                          | 62                          | Match pour la 11e place |                    |                        |                        |                        |                        |
|  |                             |                             |                             |                             |                         |                    |                        |                        |                        |                        |
|  |                             |                             |                             |                             |                         |                    |                        |                        |                        |                        |
|  | Chine                       | Chine                       | 76                          | 76                          |                         |                    |                        |                        |                        |                        |
|  | Chine                       | Chine                       | 76                          | 76                          |                         |                    |                        |                        |                        |                        |
|  | Japon                       | Japon                       | 59                          | 59                          |                         |                    |                        |                        |                        |                        |
|  | Japon                       | Japon                       | 59                          | 59                          |                         |                    |                        |                        |                        |                        |

## Classement final
| Place                | Équipe             | Vict.-Déf. |           |
| Vainqueur            | Vainqueur          | Vainqueur  | Vainqueur |
| -------------------- | ------------------ | ---------- | --------- |
| 1                    | États-Unis         | 8 - 1      |           |
| Échec en finale      |                    |            |           |
| 2                    | Espagne            | 8 - 1      |           |
| Échec en ½ finale    |                    |            |           |
| 3                    | Argentine          | 6 - 3      |           |
| 4                    | Canada             | 4 - 5      |           |
| Échec en ¼ de finale |                    |            |           |
| 5                    | Australie          | 8 - 1      |           |
| 6                    | Russie             | 5 - 4      |           |
| 7                    | France             | 4 - 5      |           |
| 8                    | Lituanie           | 3 - 6      |           |
| Échec en ⅛ de finale |                    |            |           |
| 9                    | Brésil             | 4 - 4      |           |
| 10                   | République tchèque | 4 - 4      |           |
| 11                   | Chine              | 2 - 6      |           |
| 12                   | Japon              | 2 - 6      |           |
| 13                   | Corée du Sud       | 2 - 3      |           |
| 14                   | Mali               | 1 - 4      |           |
| 15                   | Tunisie            | 1 - 4      |           |
| 16                   | Thaïlande          | 0 - 5      |           |

## Leaders statistiques

### Points
| Place | Nom             | Équipe    | PPG  |
| ----- | --------------- | --------- | ---- |
| 1     | Liz Cambage     | Australie | 20,4 |
| 2     | Lilia Inoubli   | Tunisie   | 15,8 |
| 3     | Marta Xargay    | Espagne   | 15,4 |
| 4     | Marina Solopova | Lituanie  | 15,2 |
| 5     | Zbeyda Aremi    | Tunisie   | 14,2 |

### Rebonds
| Place | Nom                      | Équipe     | RBD  |
| ----- | ------------------------ | ---------- | ---- |
| 1     | Kayla Alexander          | Canada     | 11,3 |
| 2     | Nneka Ogwumike           | États-Unis | 9,9  |
| 3     | Giedrė Paugaitė          | Lituanie   | 9,7  |
| 4     | Yuka Ozaki (basket-ball) | Japon      | 8,9  |
| 5     | Vanessa Blé              | Espagne    | 8,7  |

### Passes
| Place | Nom                | Équipe             | AST |
| ----- | ------------------ | ------------------ | --- |
| 1     | Siyue Qiu          | Chine              | 4,6 |
| 2     | Samantha Prahalis  | États-Unis         | 3,8 |
| 3     | Kateřina Bartoňová | République tchèque | 2,4 |
| -     | Cristina Ouviña    | Espagne            | 2,4 |
| 5     | Tess Madgen        | Australie          | 2,2 |

## Récompenses
- Vainqueur :  États-Unis
- MVP de la compétition (meilleure joueuse) :  Marta Xargay
- Meilleur cinq de la compétition[1] : 
  -  Cristina Ouviña
  -  Marina Solopova
  -  Marta Xargay
  -  Nneka Ogwumike
  -  Liz Cambage